# Dusona himachalensis
Dusona himachalensis là một loài tò vò trong họ Ichneumonidae.